# Шалаши (Удмуртия)
 Шалаши  — опустевшая деревня в Глазовском районе Удмуртии в составе сельского поселения Понинское.

## География
Находится на расстоянии примерно 44 км на север-северо-восток по прямой от центра района города Глазов.

## История
Основана была на рубеже XIX—XX веков Бузмаковым Матвеем Ивановичем из деревни Бармята. Упоминалась с 1926 года как деревня с 10 хозяйствами и 57 жителями, в 1950 21 и 78. До 2002 года входила в Кировскую область. С 2009 года в деревне уже никто не живёта.

## Население
Постоянное население составляло 3 человек (русские 100 %) в 2002 году, 0 в 2012.